# 聖馬利亞和諸聖教堂 (切斯特菲爾德)

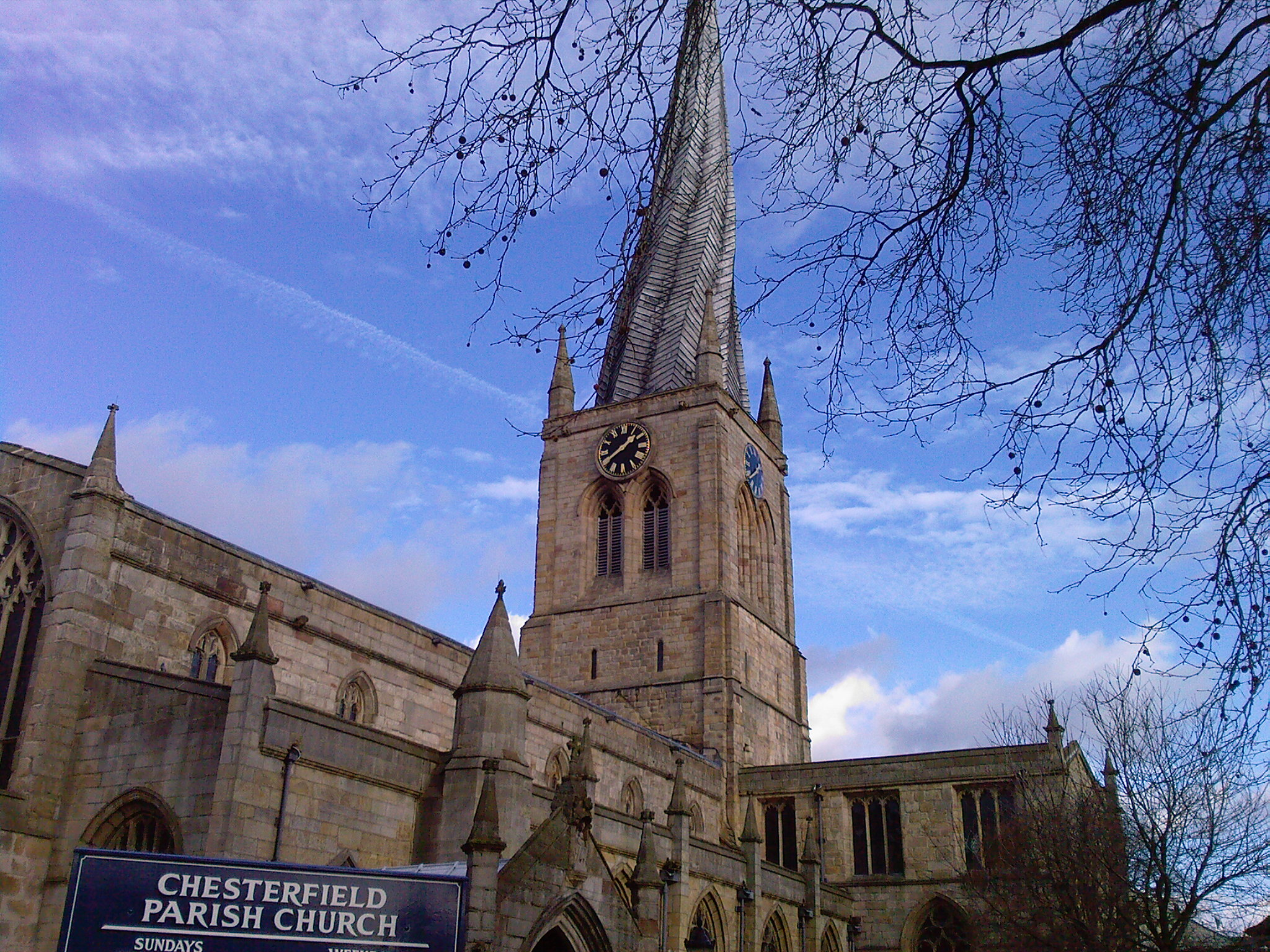

聖馬利亞和諸聖教堂（Church of St Mary and All Saints），又名切斯特菲爾德牧區教堂（Chesterfield Parish Church），是位於英格蘭德比郡城鎮切斯特菲爾德的一座英國國教會的教區教堂，其歷史可追溯至14世紀，是一座I級登錄建築。這座教堂以其扭曲而傾斜的尖頂而著稱，因此有「彎曲尖頂」的俗名。聖馬利亞和諸聖教堂也是德比郡最大的教堂。

## 外部連結
维基共享资源上的相關多媒體資源：聖馬利亞和諸聖教堂
- Parish Church of St Mary and All Saints （页面存档备份，存于）
- Derbyshire churches — Church of Our Lady and All Saints at Chesterfield （页面存档备份，存于）